# Olympische Sommerspiele 1968/Leichtathletik – Dreisprung (Männer)

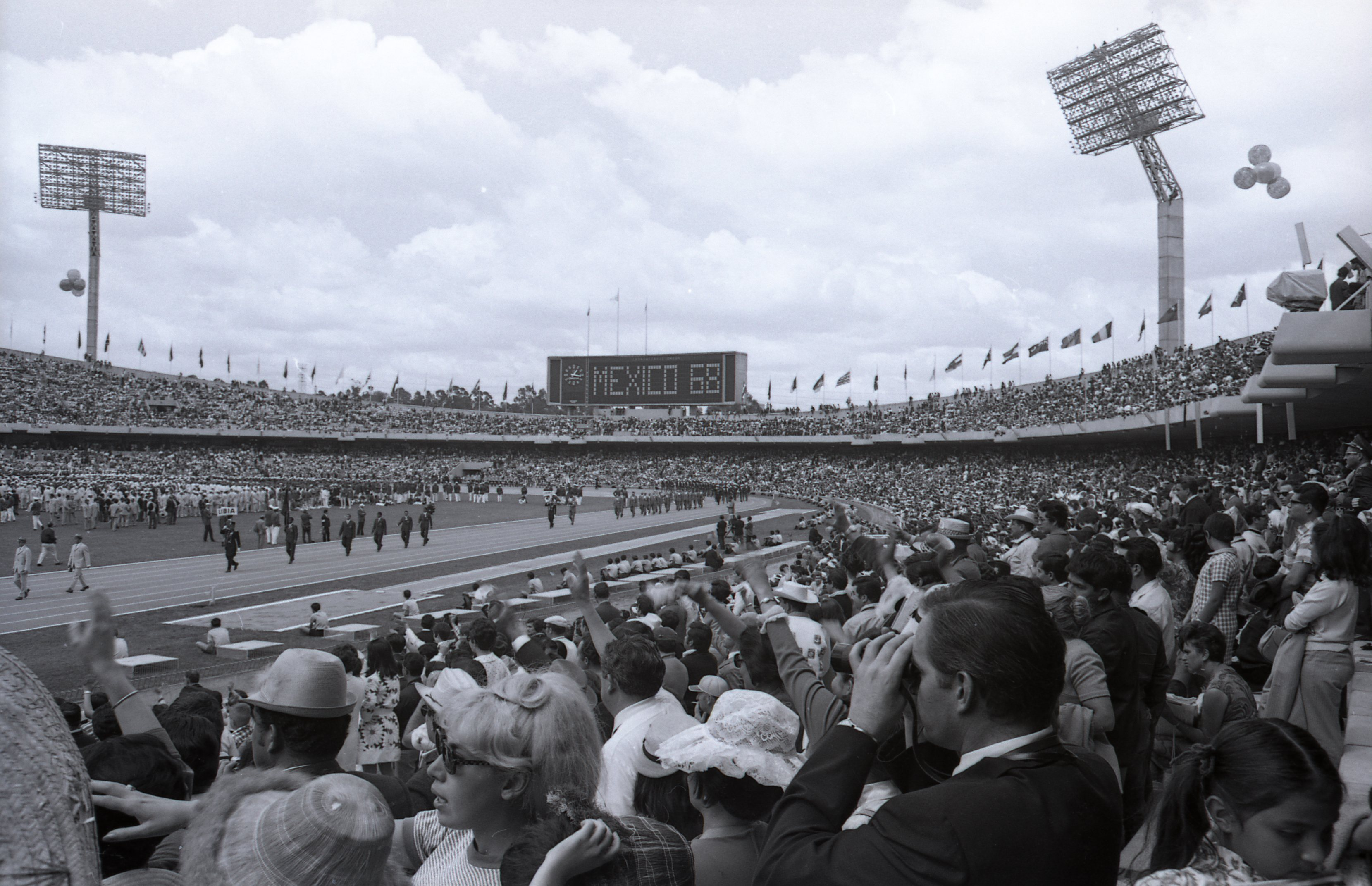
Das Olympiastadion während der Eröffnungsfeier 1968

Der Dreisprung der Männer bei den Olympischen Spielen 1968 in Mexiko-Stadt wurde am 16. und 17. Oktober 1968 im Estadio Olímpico Universitario ausgetragen. 34 Athleten nahmen teil.
Olympiasieger wurde Wiktor Sanejew aus der Sowjetunion. Er gewann mit der neuen Weltrekordweite von 17,39 m vor dem Brasilianer Nelson Prudêncio und dem Italiener Giuseppe Gentile.
Für die Bundesrepublik Deutschland – offiziell Deutschland – starteten Joachim Kugler und Michael Sauer. Sauer scheiterte in der Qualifikation, Kugler kam im Finale auf Platz elf.

Die DDR – offiziell Ostdeutschland – wurde durch Heinz-Günter Schenk und Klaus Neumann vertreten, die beide in der Qualifikation ausschieden.

Athleten aus der Schweiz, Österreich und Liechtenstein nahmen nicht teil.

## Rekorde

### Bestehende Rekorde
| Weltrekord         | 17,03 m | Józef Szmidt ( Polen) | Olsztyn, Polen         | 5. August 1960   |
| Olympischer Rekord | 16,85 m | Józef Szmidt ( Polen) | Finale OS Tokio, Japan | 16. Oktober 1964 |

### Rekordverbesserungen
Der bestehende Weltrekord wurde insgesamt fünfmal verbessert:
- 17,10 m – Giuseppe Gentile (Italien), Qualifikation am 16. Oktober, zweiter Versuch bei Windstille
- 17,22 m – Giuseppe Gentile (Italien), Finale am 17. Oktober, erster Versuch bei Windstille
- 17,23 m – Wiktor Sanejew (Sowjetunion), Finale am 17. Oktober, dritter Versuch bei einem Rückenwind von 2,0 m/s
- 17,27 m – Nelson Prudêncio (Brasilien), Finale am 17. Oktober, fünfter Versuch bei einem Rückenwind von 2,0 m/s
- 17,39 m – Wiktor Sanejew (Sowjetunion), Finale am 17. Oktober, sechster Versuch bei einem Rückenwind von 2,0 m/s

## Durchführung des Wettbewerbs
34 Athleten traten am 16. Oktober zu einer Qualifikationsrunde an, die in zwei Gruppen absolviert wurde. Dreizehn Starter – hellblau unterlegt – erreichten die direkte Qualifikationsweite von 16,10 m. Damit war die Mindestanzahl von zwölf Finalteilnehmern übertroffen. Diese dreizehn Wettbewerber bestritten am 17. Oktober das Finale. Dort hatte jeder Teilnehmer zunächst drei Versuche. Den erstmals acht besten – und nicht wie bis 1964 sechs besten – Athleten standen anschließend drei weitere Sprünge zu.

## Zeitplan
16. Oktober, 10:00 Uhr: Qualifikation

17. Oktober, 15:00 Uhr: Finale
Anmerkung: Alle Zeiten sind Ortszeit Mexiko-Stadt (UTC −6).

## Legende
Kurze Übersicht zur Bedeutung der Symbolik – so üblicherweise auch in sonstigen Veröffentlichungen verwendet:
| – | verzichtet                                 |
| x | ungültig                                   |
| r | Wettkampf nicht fortgesetzt (retired)      |
| w | Windunterstützung über dem zulässigen Wert |

## Qualifikation
Datum: 16. Oktober 1968, ab 10:00 Uhr

### Gruppe A

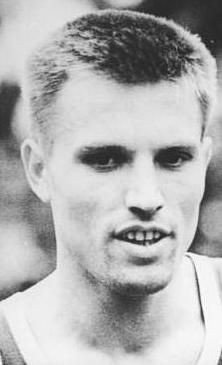
Klaus Neumann – ausgeschieden mit 15,16 m

| Platz | Name                | Nation         | 1. Versuch (m) Wind (m/s) | 2. Versuch (m) Wind (m/s) | 3. Versuch (m) Wind (m/s) | Resultat (m) | Anmerkung |
| 1     | Giuseppe Gentile    | Italien        | x                         | 17,10 / ±0,0 WR           | –                         | 17,10        | WR        |
| 2     | Phil May            | Australien     | 16,32 / ±0,0              | –                         | –                         | 16,32        |           |
| 3     | Șerban Ciochină     | Rumänien       | 15,93 / ±0,0              | 16,07 / ±0,0              | 16,21 / ±0,0              | 16,21        |           |
| 4     | Józef Szmidt        | Polen          | x                         | 16,19 / ±0,0              | –                         | 16,19        |           |
| 5     | Michael Sauer       | BR Deutschland | 15,61 / ±0,0              | 16,02 / ±0,0              | 15,84 / +1,0              | 16,02        |           |
| 6     | Derek Boosey        | Großbritannien | 15,07 / ±0,0              | 15,99 / ±0,0              | 16,01 / +1,6              | 16,01        |           |
| 7     | Norman Tate         | USA            | 13,43 / ±0,0              | 15,84 / ±0,0              | 15,83 / ±0,0              | 15,84        |           |
| 8     | Yukito Muraki       | Japan          | x                         | 15,37 / ±0,0              | 15,83 m / ±0,0            | 15,83        |           |
| 9     | Tim Barrett         | Bahamas        | x                         | 15,06 / ±0,0              | 15,79 / ±0,0              | 15,79        |           |
| 10    | Dave Smith          | USA            | x                         | x                         | 15,75 / ±0,0              | 15,75        |           |
| 11    | Evangelos Vlasis    | Griechenland   | 15,47 / ±0,0              | 15,52 / ±0,0              | 15,71 / ±0,0              | 15,71        |           |
| 12    | Samuel Igun         | Nigeria        | 15,40 / ±0,0              | 13,86 / ±0,0              | 15,46 / ±0,0              | 15,46        |           |
| 13    | Alexander Solotarew | Sowjetunion    | 15,41 / ±0,0              | 14,72 / ±0,0              | x                         | 15,41        |           |
| 14    | Chen Ming-chi       | Taiwan         | 15,29 / ±0,0              | 15,04 / ±0,0              | 14,76 / ±0,0              | 15,29        |           |
| 15    | Klaus Neumann       | DDR            | 15,16 / ±0,0              | x                         | r                         | 15,16        |           |
| 16    | Zoltán Cziffra      | Ungarn         | 15,04 / ±0,0              | x                         | r                         | 15,04        |           |
| DNS   | Labh Singh          | Indien         |                           |                           |                           |              |           |

### Gruppe B
| Platz | Name                       | Nation         | 1. Versuch (m) Wind (m/s) | 2. Versuch (m) Wind (m/s) | 3. Versuch (m) Wind (m/s) | Resultat (m) |
| 1     | Mansour Dia                | Senegal        | 16,58 / ±0,0              | –                         | –                         | 16,58        |
| 2     | Art Walker                 | USA            | 16,49 / ±0,0              | –                         | –                         | 16,49        |
| 3     | Nelson Prudêncio           | Brasilien      | 15,79 / −2,0              | 16,46 / ±0,0              | –                         | 16,46        |
| 4     | Georgi Stojkowski          | Bulgarien      | 15,26 / ±0,0              | x                         | 16,24 / ±0,0              | 16,24        |
| 5     | Wiktor Sanejew             | Sowjetunion    | 16,22 / ±0,0              | –                         | –                         | 16,22        |
| 6     | Luis Felipe Areta Sampériz | Spanien        | 15,94 / ±0,0              | 16,20 / ±0,0              | –                         | 16,20        |
| 7     | Joachim Kugler             | BR Deutschland | 15,79 / ±0,0              | 16,20 / ±0,0              | –                         | 16,20        |
| 8     | Henrik Kalocsai            | Ungarn         | 15,44 / ±0,0              | 16,16 / ±0,0              | –                         | 16,16        |
| 9     | Mikalaj Dudkin             | Sowjetunion    | 15,81 / ±0,0              | 16,15 / ±0,0              | –                         | 16,15        |
| 10    | Jan Jaskólski              | Polen          | 15,88 / ±0,0              | 15,83 / ±0,0              | 16,04 / ±0,0              | 16,04        |
| 11    | Pertti Pousi               | Finnland       | x                         | 15,84 / ±0,0              | 15,74 / ±0,0              | 15,84        |
| 12    | Fred Alsop                 | Großbritannien | 12,93 / ±0,0              | 15,71 / ±0,0              | 15,50 / ±0,0              | 15,71        |
| 13    | Johnson Amoah              | Ghana          | 15,65 / ±0,0              | 15,28 / ±0,0              | 15,65 / ±0,0              | 15,65        |
| 14    | Aşkın Tuna                 | Türkei         | 15,65 / ±0,0              | x                         | 15,43 / ±0,0              | 15,65        |
| 15    | Heinz-Günter Schenk        | DDR            | x                         | 14,72 / ±0,0              | 15,61 / ±0,0              | 15,61        |
| 16    | Drágán Iwanow              | Ungarn         | 15,61 / ±0,0              | x                         | 14,42 / ±0,0              | 15,61        |
| 17    | Lennox Burgher             | Jamaika        | 15,20 / ±0,0              | 15,29 / ±0,0              | 15,14 / ±0,0              | 15,29        |
| 18    | Héctor Serrate             | Puerto Rico    | 15,09 / ±0,0              | 15,05 / +1,0              | 14,89 / ±0,0              | 15,09        |

## Finale
Datum: 17. Oktober 1968, 15:00 Uhr
| Platz | Name                       | Nation         | 1. Versuch (m) Wind (m/s) | 2. Versuch (m) Wind (m/s) | 3. Versuch (m) Wind (m/s) | 4. Versuch (m) Wind (m/s)                | 5. Versuch (m) Wind (m/s)                | 6. Versuch (m) Wind (m/s)                | Resultat (m) |
| 1     | Wiktor Sanejew             | Sowjetunion    | 16,49 / ±0,0              | 16,84 / +1,0              | 17,23 / +2,0 WR           | 17,02 / ±0,0                             | 16,81 / +3,0                             | 17,39 / +2,0 WR                          | 17,39 WR     |
| 2     | Nelson Prudêncio           | Brasilien      | 16,33 / ±0,0              | 17,05 / +1.8              | 16,75 / ±0,0              | x                                        | 17,27 / +2,0 WR                          | 17,15 / +1,8                             | 17,27000     |
| 3     | Giuseppe Gentile           | Italien        | 17,22 / ±0,0 WR           | x                         | x                         | x                                        | 16,54 / +4,2                             | x                                        | 17,22000     |
| 4     | Art Walker                 | USA            | 15,43 / ±0,0              | 16,45 / ±0,0              | 16,77 / +2,9              | 16,48 / ±0,0                             | x                                        | 17,12 / +2,5                             | 17,12 w0     |
| 5     | Mikalaj Dudkin             | Sowjetunion    | 16,15 / +1,0              | 16,70 / +2,0              | 16,37 / +3,0              | 16,73 / +2,3                             | 17,09 / +3,0                             | 16,53 / +3.0                             | 17,09 w0     |
| 6     | Phil May                   | Australien     | 15,48 / ±0,0              | 16,58 / ±0,0              | 16,51 / +1,0              | 17,02 / +1,9                             | x                                        | –                                        | 17,02000     |
| 7     | Józef Szmidt               | Polen          | 16,06 / ±0,0              | 16,77 / ±0,0              | x                         | 16,66 / +2,0                             | x                                        | 16,89 / +1,8                             | 16,89000     |
| 8     | Mansour Dia                | Senegal        | 16,71 / ±0,0              | 16,48 / +1,0              | 15,44 / ±0,0              | 16,73 / +3,8                             | 16,64 / +3,0                             | 15,83 / +1,9                             | 16,73 w0     |
|       |                            |                |                           |                           |                           |                                          |                                          |                                          |              |
| 9     | Georgi Stojkowski          | Bulgarien      | 16,28 / ±0,0              | 16,46 / ±0,0              | 16,19 / +3,0              | nicht im Finale der besten acht Springer | nicht im Finale der besten acht Springer | nicht im Finale der besten acht Springer | 16,46000     |
| 10    | Henrik Kalocsai            | Ungarn         | 16,45 / +2,0              | 16,39 / +0,6              | 16,20 / +1,9              | nicht im Finale der besten acht Springer | nicht im Finale der besten acht Springer | nicht im Finale der besten acht Springer | 16,45000     |
| 11    | Joachim Kugler             | BR Deutschland | 12,87 / ±0,0              | x                         | 15,90 / ±0,0              | nicht im Finale der besten acht Springer | nicht im Finale der besten acht Springer | nicht im Finale der besten acht Springer | 15,90000     |
| 12    | Luis Felipe Areta Sampériz | Spanien        | 15,72 / ±0,0              | 15,75 / ±0,0              | 14,80 / ±0,0              | nicht im Finale der besten acht Springer | nicht im Finale der besten acht Springer | nicht im Finale der besten acht Springer | 15,75000     |
| 13    | Șerban Ciochină            | Rumänien       | x                         | x                         | 15,62 / +2,0              | nicht im Finale der besten acht Springer | nicht im Finale der besten acht Springer | nicht im Finale der besten acht Springer | 15,62000     |

In der Höhenluft von Mexiko-Stadt wurden weite Sprünge erwartet. Schon in der Qualifikation begann es: der Italiener Giuseppe Gentile verbesserte den acht Jahre alten Weltrekord des Olympiasiegers von 1964 Józef Szmidt aus Polen von bisher 17,03 m auf 17,10 m.
Im Finale gab es dann noch vier weitere neue Weltrekorde. Im ersten Durchgang war zunächst noch einmal Gentile an der Reihe: er sprang 17,22 m weit. Auf Platz zwei lag da noch der Senegalese Mansur Dia. Der Brasilianer Nelson Prudêncio eroberte im zweiten Versuch mit 17,05 diesen zweiten Platz, Dritter war Wiktor Sanejew, UdSSR, Józef Szmidt lag auf Platz vier. Die dritte Runde brachte den nächsten Weltrekord. Diesmal war es Sanejew, der einen Zentimeter weiter sprang als Gentile zu Beginn. Die Plätze zwei und drei behielten zunächst Gentile und Prudêncio, auf Rang vier hatte sich der US-Springer Art Walker vorgearbeitet. In Durchgang vier zog der Australier Phil May vorbei an Walker auf Platz vier. Den Weltrekord Nummer vier gab es im fünften Versuch: Prudêncio verbesserte die Marke auf 17,27 m. Auf den Medaillenplätzen dahinter folgten Sanejew und Gentile, Vierter war inzwischen Sanejews Landsmann Mikalaj Dudkin.
Im letzten Versuch gelang Wiktor Sanejew ein Sprung auf 17,39 m. Das bedeutete den Olympiasieg und es war wieder Weltrekord. Nelson Prudêncio und Giuseppe Gentile blieben auf ihren Plätzen zwei und drei. Art Walker eroberte sich Platz vier zurück.
Insgesamt elf Mal wurde die 17-Meter-Marke bei der Dreisprungkonkurrenz übersprungen. Es gab fünf Weltrekorde, bei denen der bis zu den Spielen gültige Rekord um zuletzt 36 Zentimeter verbessert wurde.
Wiktor Sanejew gelang der erste sowjetische Olympiasieg im Dreisprung.

Giuseppe Gentile gewann die erste italienische Medaille in dieser Disziplin.

Gold für Wiktor Sanejew, dargestellt auf einer Briefmarke
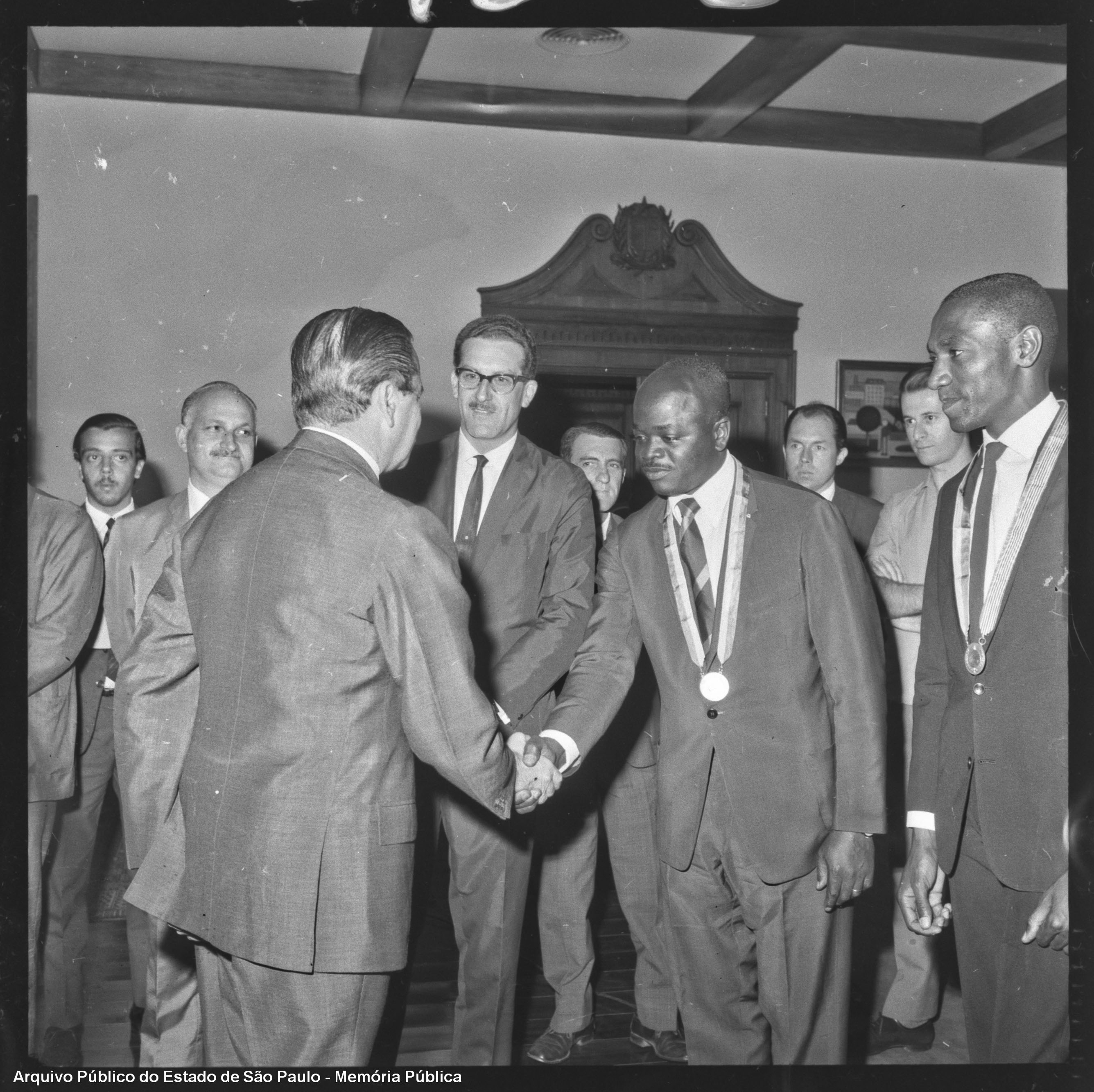
Ehrung für Silbermedaillengewinner Nelson Prudêncio
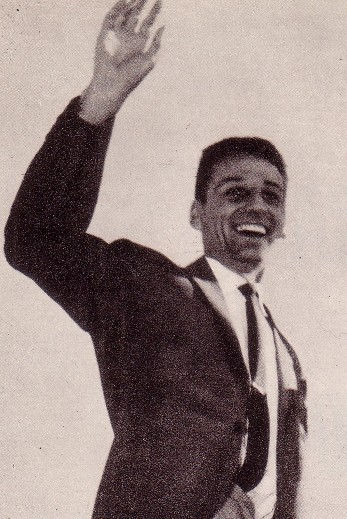
Józef Szmidt, Olympiasieger von 1960 und 1964 kam hier auf den siebten Platz

## Video
- Viktor Saneev Wins His First Triple Jump Gold Medal - Mexico 1968 Olympics, youtube.com, abgerufen am 9. November 2017